# Promachus doddi
Promachus doddi là một loài ruồi trong họ Asilidae. Promachus doddi được Ricardo miêu tả năm 1913. Loài này phân bố ở miền Australasia.